# Synbranchidae

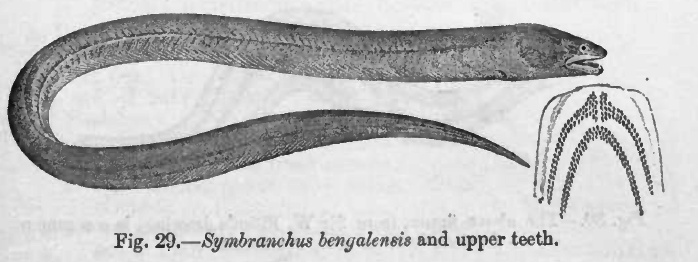
Ophisternon bengalense

Las anguilas de lodo son la familia simbránquidos (Synbranchidae) de peces, la única del suborden Synbranchoideiincluido en el orden Synbranchiformes, fundamentalmente de agua dulce tropical y subtropical pero ocasionalmente en estuarios, distribuidos por México, Centroamérica, Sudamérica, Asia, Indonesia y oeste de África.
Su nombre procede del griego: syn- (crecido juntos) + brangchia (branquias).
Son peces de forma serpentiforme suelen carecer de escamas; sus aletas dorsal y anal son vestigiales, similares a pliegues, y carecen de aletas pectorales o pélvicas, las membranas branquiales están fusionadas, y la abertura branquial es o bien un corte o un poro por debajo de la garganta. La vejiga natatoria y las costillas también están ausentes. Habitan en aguas dulces y salobres, templadas a tropicales (por lo menos estuarios). Se consideran un grupo avanzado de teleósteos, con una distribución amplia en Centro y Sudamérica, indias Occidentales, extremo oeste de África central, sureste asiático, archipiélago indoaustraliano y noroeste de Australia. Pueden vivir fuera del agua y tienen ámbitos excavadores. Suelen respirar aire; son capaces de utilizar el oxígeno libre, respirando de manera bucofaríngea o intestinal. Esto les permite moverse en tierra firme, a través de vegetación húmeda, desde un cuerpo de agua hasta otro. Las anguilas de lodo también poseen vejigas urinarias muy grandes, lo cual puede servirles para almacenar agua. Se reconocen cuatro géneros y más de 35 especies, incluidas algunas sin ojos (cavernícolas) de México (Ophisternon infernale) y Liberia. Hay especies que alcanzan 1.5 m de longitud.

## Generalidades
Comúnmente conocidas como anguilas del lodo o anguilas del fango, son peces de forma serpentiforme suelen carecer de escamas; sus aletas dorsal y anal son vestigiales, similares a pliegues, y carecen de aletas pectorales o pélvicas, las membranas branquiales están fusionadas, y la abertura branquial es o bien un corte o un poro por debajo de la garganta. La vejiga natatoria y las costillas también están ausentes. Habitan en aguas dulces y salobres, templadas a tropicales (por lo menos estuarios). Se consideran un grupo avanzado de teleósteos, con una distribución amplia en Centro y Sudamérica, indias Occidentales, extremo oeste de África central, sureste asiático, archipiélago indoaustraliano y noroeste de Australia. Pueden vivir fuera del agua y tienen ámbitos excavadores. Suelen respirar aire; son capaces de utilizar el oxígeno libre, respirando de manera bucofaríngea o intestinal. Esto les permite moverse en tierra firme, a través de vegetación húmeda, desde un cuerpo de agua hasta otro. Las anguilas de lodo también poseen vejigas urinarias muy grandes, lo cual puede servirles para almacenar agua. Se reconocen cuatro géneros y más de 35 especies, incluidas algunas sin ojos (cavernícolas) de México (Ophisternon infernale) y Liberia. Hay especies que alcanzan 1.5 m de longitud.

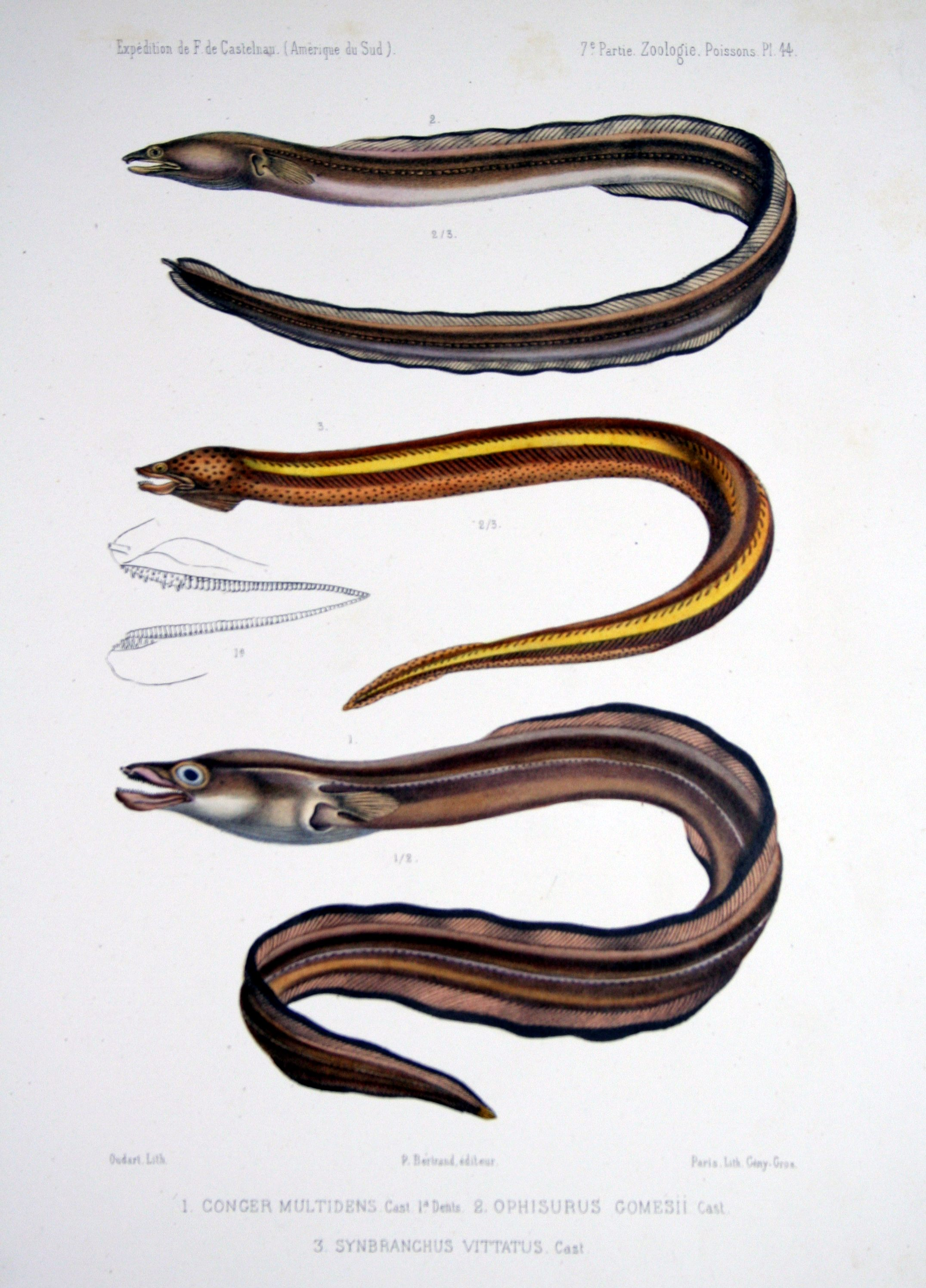
Ilustración científica de Synbranchus marmoratus y especies afínes.

Los peces pertenecientes a la familia Synbranchidae son acantomorfos dulceacuícolas anguiliformes ampliamente derivada, que cuenta con 17 especies agrupadas en cuatro géneros. Los sinbranquidos habitan en una variedad de hábitats, incluyendo las aguas dulces y estuarios de América Central y del Sur, Cuba, al oeste de África, Asia y el Archipiélago Indo-Australiano. Varias especies son bien conocidas por sus hábitos anfibios y la presencia de órganos accesorios para la respiración de aire (véase, por ejemplo, Rosen & Greenwood, 1976; Liem, 1987;. Munshi et al, 1989 a; b.) que les permitan llevar a cabo excursiones por tierra. La resistencia relativamente alta a la salinidad permite a los miembros de la familia a sobrevivir en ambientes diversos, posiblemente, también permite al grupo tener una amplia distribución ecológica y geográfica. Se distinguen por tener un cuerpo en forma de anguila, sin aletas pareadas ni escamas. Región del tronco larga, mucho más larga que la región caudal; rostro corto, ojos pequeños y en posición anterior; dientes pequeños (los palatinos en una sola banda); aberturas branquiales confluentes en una sola hendidura angosta, situada debajo de la garganta, cuatro arcos branquiales, sin saco respiratorio accesorio.
Se encuentran en México, Centroamérica, Sudamérica, Asia, Indonesia y oeste de África. Las especies neotropicales de Synbranchidae están incluidas en dos géneros: Synbranchus y  Ophisternon . Dos especies de Ophisternon se limitan a América del Sur y Central, y las cuatro restantes se presentan en África, Australia y Asia. El género Synbranchus es endémico de América Central y del Sur, cuenta con sólo tres especies reconocidas: S. marmoratus, S. lampreia y S. madeirae. De acuerdo con Rosen y Greenwood (1976) el género se define por una serie de caracteres, por ejemplo,  apertura  de las agallas como poros flanqueadas por pliegues profundos y libres de istmo, cintura escapular posterior desplazada al nivel de la quinta o sexta vértebra, Y un hueso postemporal  reducido a un tallo simple, sin conexión con el hueso supracleithrum. Sin embargo, un examen detallado de una gran serie de ejemplares de sinbránquidos neotropicales llevadas a cabo por  Favorito-Amorim reveló que el género no se caracteriza por caracteres exclusivos y necesita una rediagnosis. Además, la taxonomía a nivel de especie de Synbranchus es muy pobre y el número de especies reconocido está aún por definir. También los aspectos biológicos y reproductivos de los sinbránquidos han sido poco estudiados, excepto por unos pocos artículos que tratan aspectos de desarrollo de las larvas y el intercambio de gas en unas pocas especies

## Morfología
Son peces alargados con apariencia de anguila, sin aletas pélvicas ni pectorales y con aleta dorsal, aleta anal y aleta caudal pequeñas y rudimentarias, o incluso las han perdido todas; la longitud máxima descrita es de 70 cm en la «anguila falsa».
Los ojos son pequeños; las membranas de las branquias están fusionadas y se abren al exterior a través de una pequeña hendidura o poro; no peseen vejiga natatoria; el esqueleto tiene entre 100 y 200 vértebras pero no presentan costillas.

## Hábitat y modo de vida
La mayoría pueden respirar directamente aire; muchas especies son excavadoras de madrigueras en el lodo, aunque algunas otras prefieren vivir en cuevas.

## Géneros y especies
Existen 20 especies agrupadas en 4 géneros:
- Género Macrotrema (Regan, 1912)
  - Macrotrema caligans (Cantor, 1849)
- Género Monopterus (Lacepède, 1800)
  - Monopterus albus (Zuiew, 1793)
  - Monopterus boueti (Pellegrin, 1922)
  - Monopterus cuchia (Hamilton, 1822)
  - Monopterus desilvai (Bailey y Gans, 1998)
  - Monopterus digressus (Gopi, 2002)
  - Monopterus eapeni (Talwar, 1991)
  - Monopterus fossorius (Nayar, 1951)
  - Monopterus hodgarti (Chaudhuri, 1913)
  - Monopterus indicus (Silas y Dawson, 1961)
  - Monopterus roseni (Bailey y Gans, 1998)
- Género Ophisternon (McClelland, 1844)
  - Ophisternon aenigmaticum (Rosen y Greenwood, 1976) - Anguila falsa
  - Ophisternon afrum (Boulenger, 1909)
  - Ophisternon bengalense (McClelland, 1844)
  - Ophisternon candidum (Mees, 1962)
  - Ophisternon gutturale (Richardson, 1845)
  - Ophisternon infernale (Hubbs, 1938) - Anguila ciega yucateca (México).
- Género Synbranchus (Bloch, 1795)
  - Synbranchus lampreia (Favorito, Zanata y Assumpção, 2005)
  - Synbranchus madeirae (Rosen y Rumney, 1972) - Atinga (Perú)
  - Synbranchus marmoratus (Bloch, 1795) - Anguila de lodo (México), Anguila sudamericana, Anevila (Costa Rica), Atinga (Perú), Culebra (Ecuador) o Maporro (Cuba).